# Astilbe chinensis
Astilbe chinensis este o specie de plante din familia Saxifragaceae. Arealul său natural cuprinde zone din Asia.

## Taxonomie
Astilbe chinensis a fost original descrisă ca Hoteia chinensis de C. J. Maximowiez în anul 1859. În 1875, Adrien René Franchet și Ludovic Savatier au transferat-o în genul Astilbe. Dacă A. chinensis și A. rubra sunt specii diferite sau sinonime a fost o problemă controversată pentru botanști de-a lungul secolului al XX-lea, consensul actual favorizând cea de-a doua interpretare. Specia odată cunoscută ca Astilbe davidii (Franch.) este în prezent considerată varietate a speciei A. chinensis. Printre alte varietăți se numără A. chinensis var. divaricata (Nakai) și A. chinensis var. pumila (auct.).

## Descriere
Astilbe chinensis este o specie de plante erbacee perene care cresc în mănunchiuri. Atinge o înălțime de 45-90 cm. Frunzele sunt predominant bazale și compuse ternat cu foliole cu zimți ascuțiți (adesea biseriați). Cele mai multe foliole sunt de formă eliptică spre ovală și sunt păroase. Movilele de frunze se aseamănă cu ferigile. Florile sunt minuscule și formează panicule pe tulpini subțiri, erecte.

## Răspândire și habitat
Astilbe chinensis a fost descoperită de Richard Maack pe 6 iulie 1855 în sudul zonei în care în prezent se află Regiunea Amur din Rusia. Leopold von Schrenck a observat-o în regiunea chineză Heilongjiang în următorul an. Arealul natural al speciei Astilbe chinensis este China de Est, Arhipelagul japonez și Coreea, la altitudini de 400 până la 3.600 de metri. Este găsită în locuri umbroase de-a lungul cursurilor de apă, la margini de păduri, pe pajiști, în văi, în păduri și printre arbuști.

## Cultivare
Astilbe chinensis este în general plantată în grădini umbroase. Planta are nevoie de umbră parțială spre totală și crește cel mai bine în sol bine drenat și bogat în materie organică. Este în general rezistentă la erbivori și agenți patogeni; cele mai multe probleme sunt cauzate de temperaturi ridicate și de secetă.

## Galerie

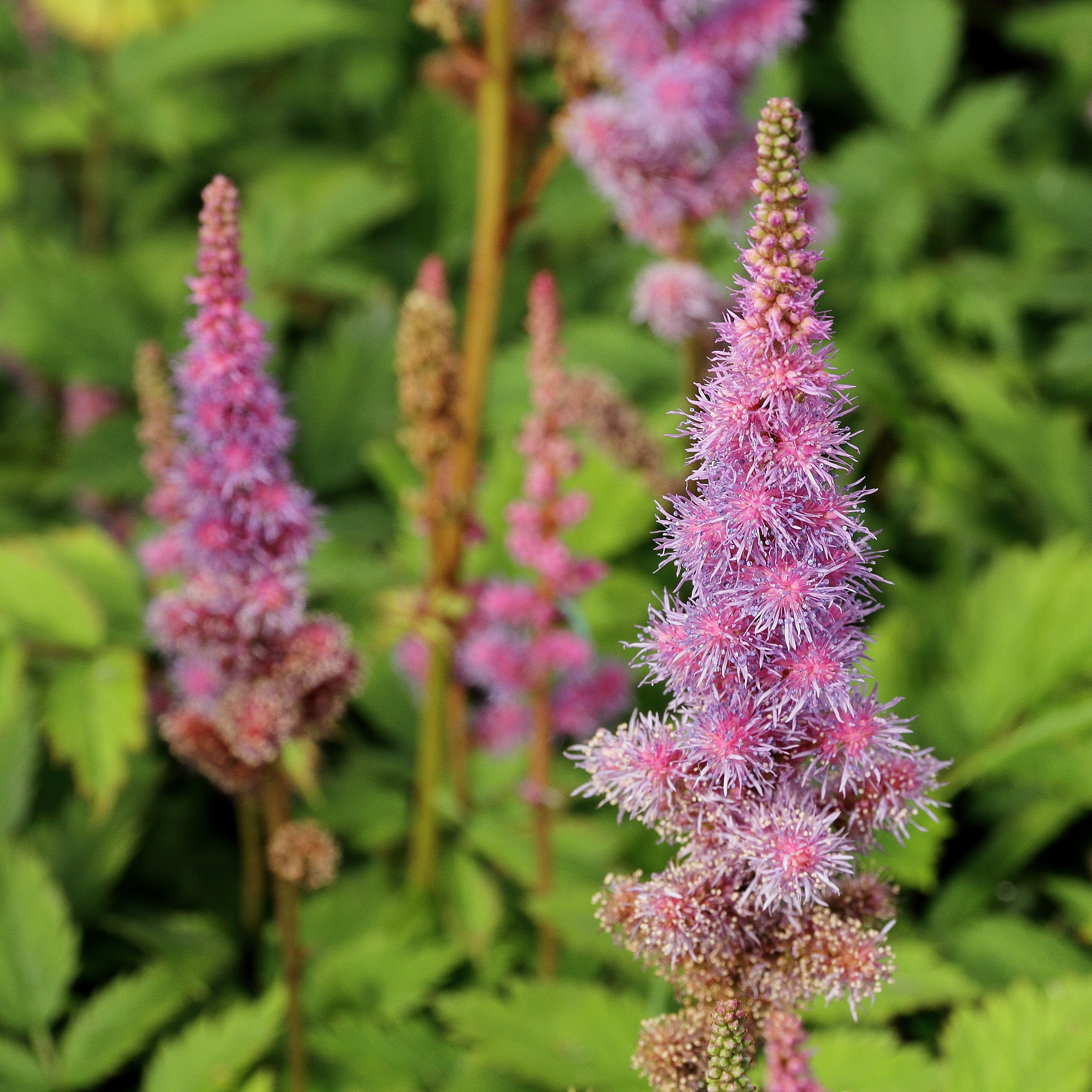
Inflorescență
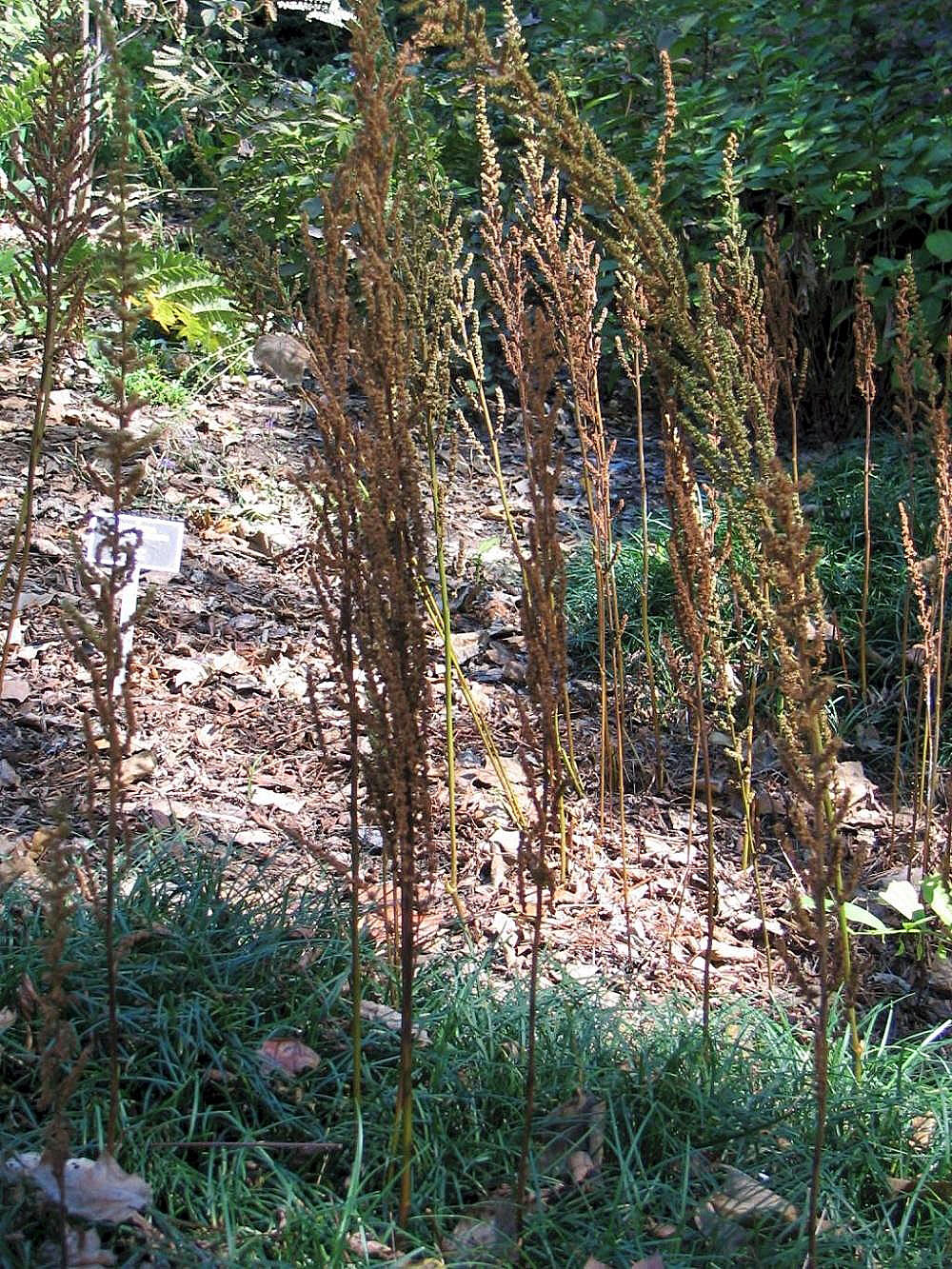
Capete de semințe uscate
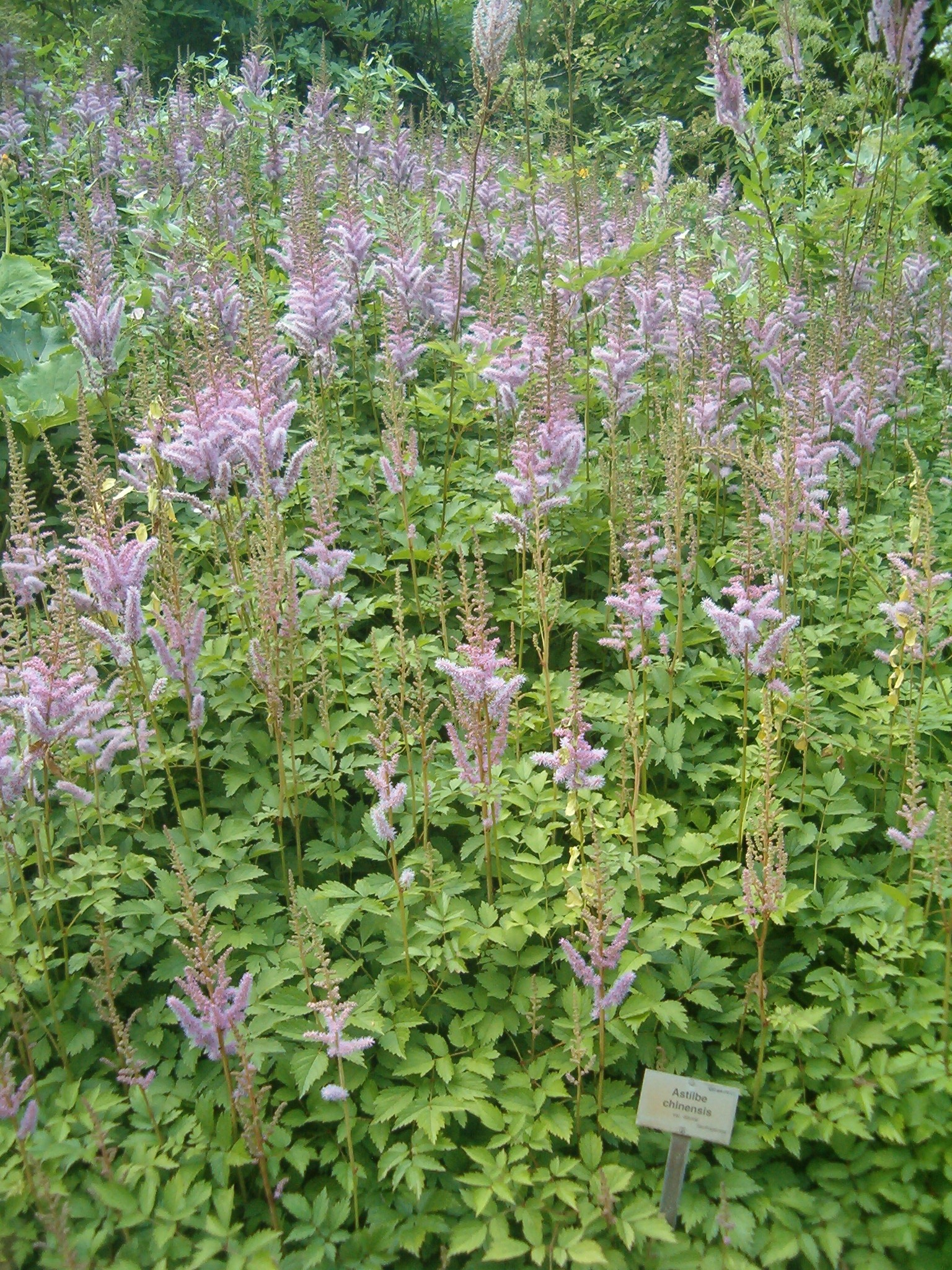
Movilă